# Musée du FC Porto
Le musée du FC Porto, officiellement connu sous le nom de musée du FC Porto par BMG ( portugais : Museu do Futebol Clube do Porto by BMG ) pour des raisons de parrainage, est un musée situé à Porto, consacré à l'histoire du club de football portugais FC Porto. Il a été inauguré le 28 septembre 2013, à l'occasion des 120 ans du club et il a ouvert ses portes au grand public le 26 octobre 2013.
Conçu et construit par Sibina Partners du Barcelone et MUSE de Londres,, le musée occupe une superficie de près de 8 000 mètres carrés (86 111,2832 pi2) sous la tribune est du stade du Dragon. Il contient 27 zones thématiques à forte composante interactive et technologique, qui présentent les événements historiques du club, les matchs, les titres, les managers et les joueurs, non seulement dans le football mais dans d'autres sections, y compris le handball, le basket-ball et le rink hockey. L'espace central et dominant présente la grande collection d'argenterie de football national du club ainsi que ses sept trophées internationaux,.
Le musée comprend également un auditorium, un club store, un café et des espaces pour les services éducatifs et les expositions temporaires. La Valquíria Dragão (Dragon Valkyrie ), une œuvre exclusive de l'artiste portugaise Joana Vasconcelos, qui incorpore des textiles et des trophées du club, accueille les visiteurs à l'entrée du musée.

## Photographies

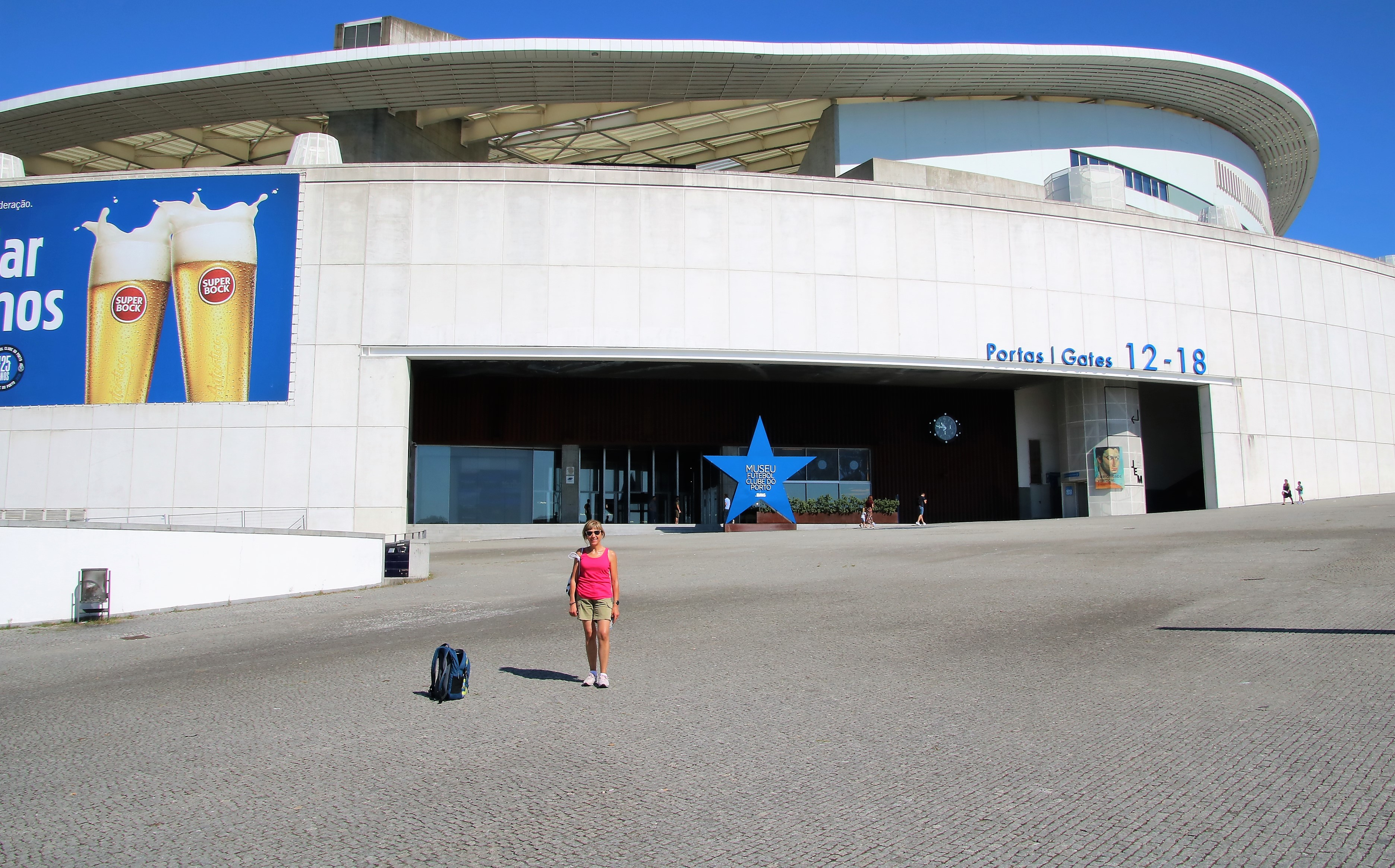
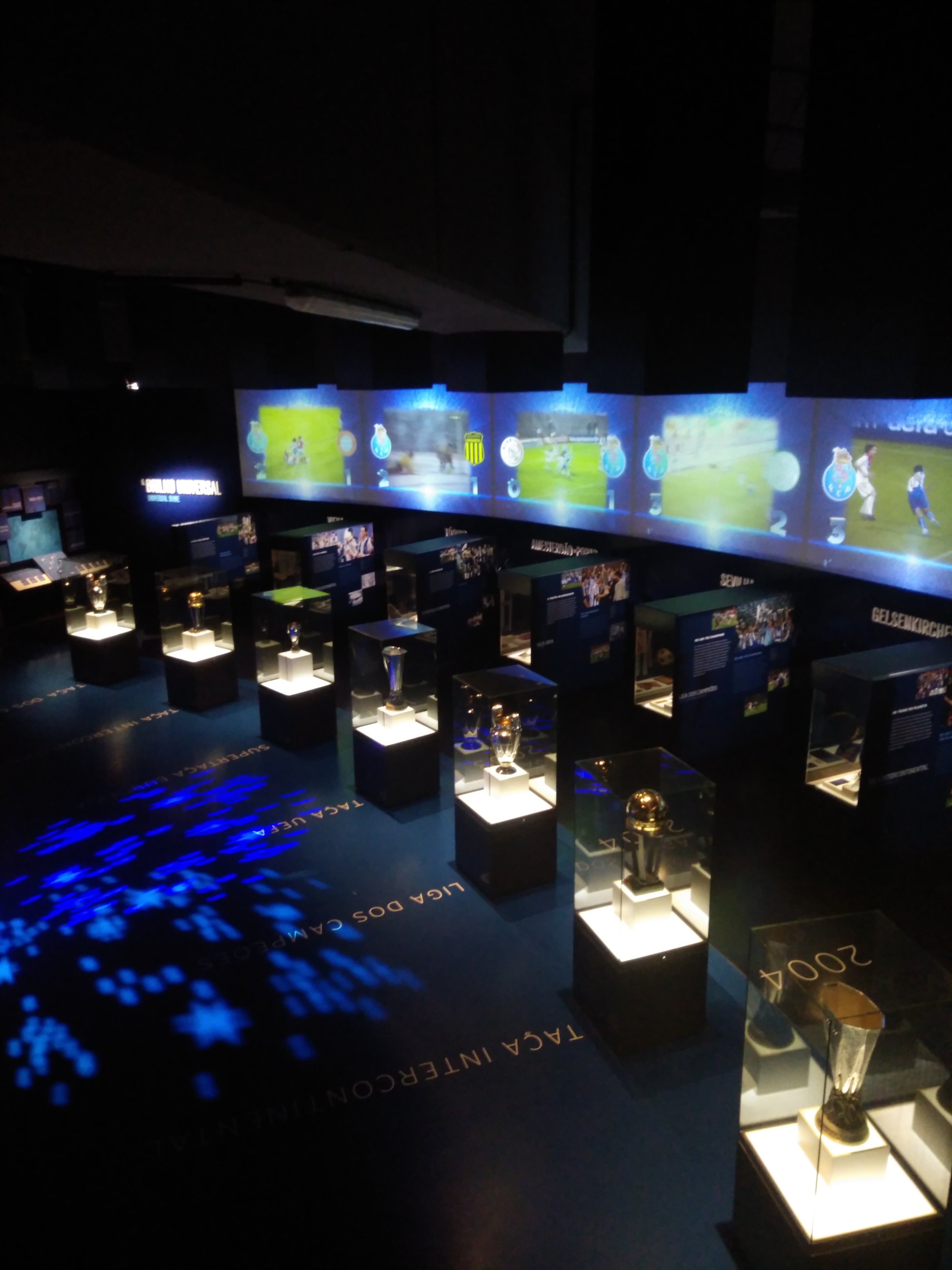
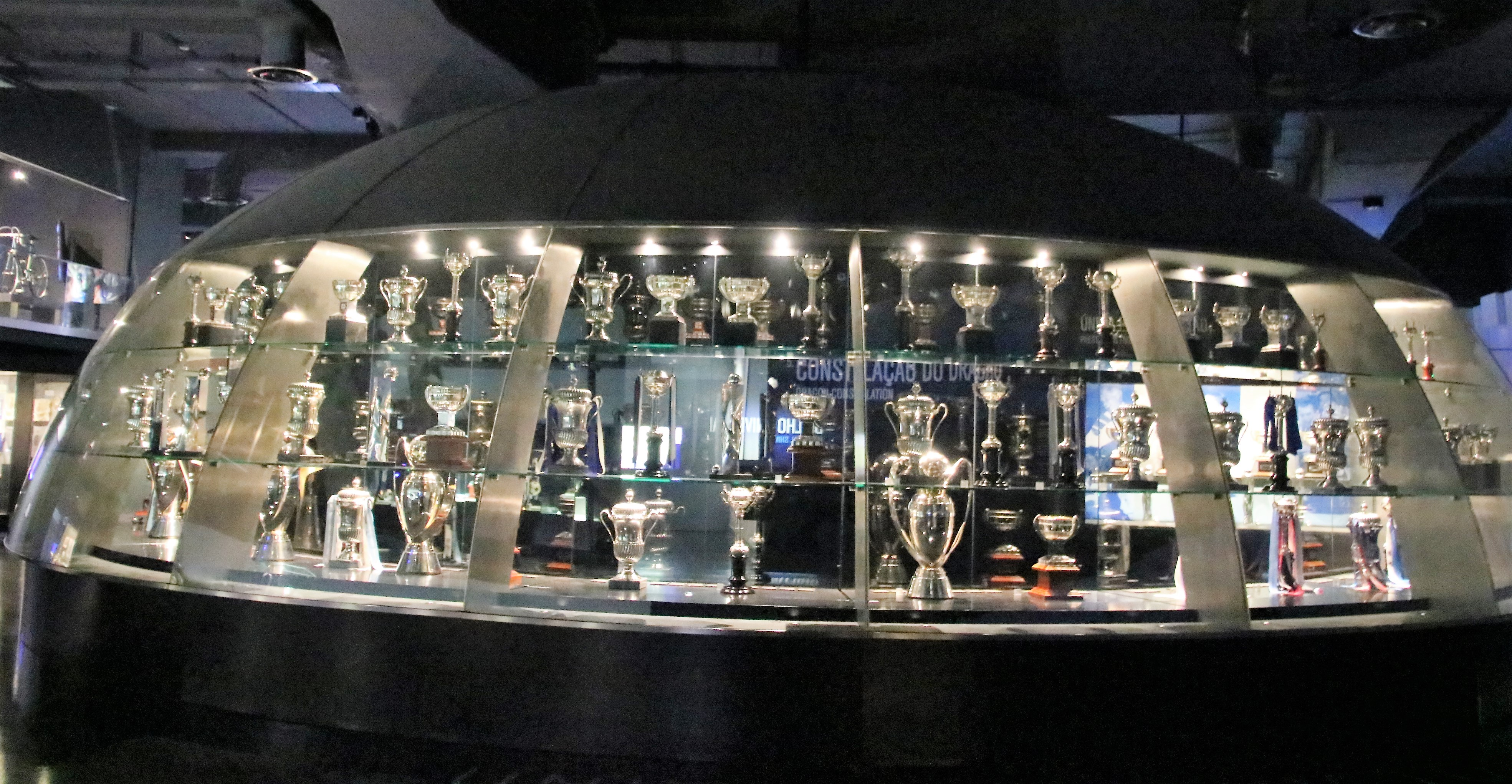
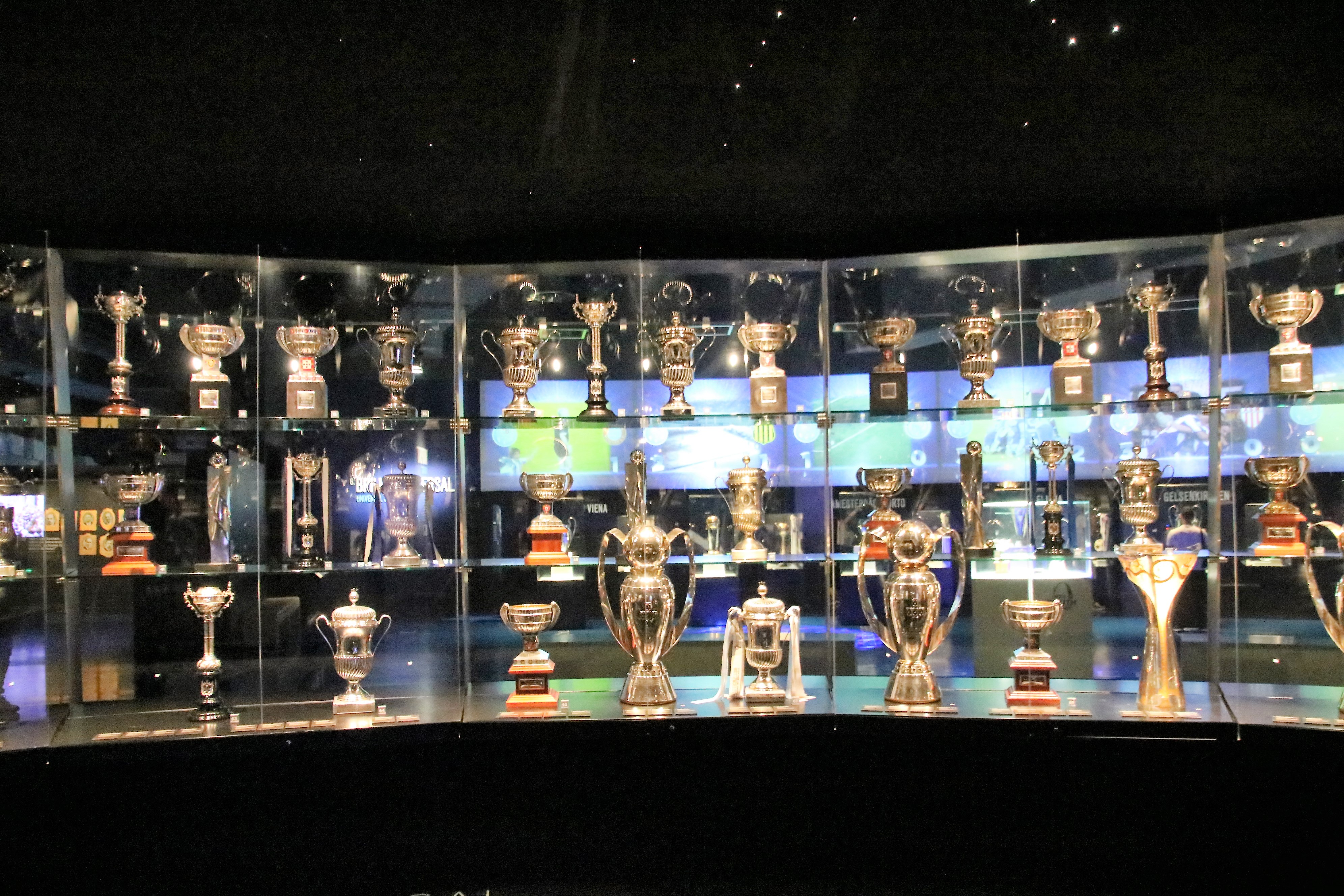
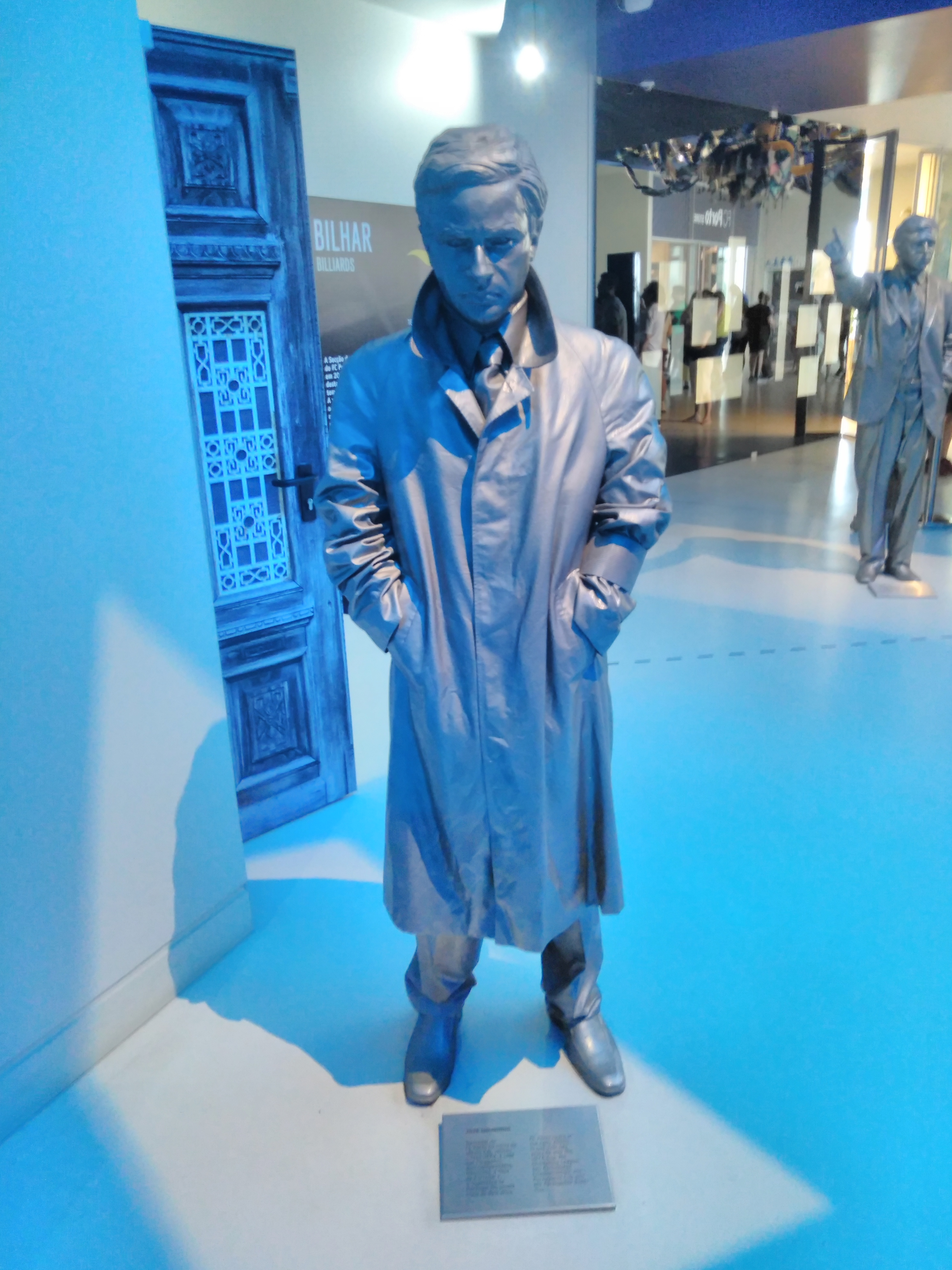